# جون بيتر (كاتب)
جون بيتر هو كاتب كندي، ولد في 1921، وتوفي في 1983.